# 이호민 영정 외 일괄 유물
이호민 영정 외 일괄 유물(李好閔 影幀 外 一括 遺物)은 대한민국 경기도 양평군에 있는, 조선 중기의 문신인 이호민(1553년 ∼ 1634년) 선생의 초상화와 그것을 담았던 함, 교지와 교지함, 시호족자 등 6점의 유물이다. 1992년 12월 31일 경기도의 유형문화재 제144호로 지정되었다.

## 개요
조선 중기의 문신인 이호민(1553∼1634) 선생의 초상화와 그것을 담았던 함, 교지와 교지함, 시호족자 등 6점의 유물이다.
이호민은 선조 17년(1584) 문과에 급제한 뒤 예조판서를 거쳐 좌찬성까지 올랐으며, 임진왜란 때 왕을 의주까지 모신 공로로 선조 37년(1604) 호성공신에 올랐다.
선생이 공신으로 책봉될 당시에 그린 것으로 보이는 이 초상화는 가로 91cm, 세로 163.5cm의 크기로, 16세기 말·17세기 초의 유행 양식을 보여주고 있다. 머리에는 사모를 쓰고, 흰 깃으로 목을 감싼 채 관복을 입고 있으며, 오른쪽을 바라보고 있다. 가슴에는 2마리 학과 모란을 수놓은 흉배가 있고, 1품 이상의 관리만이 두를 수 있는 물소 뿔로 만든 각대를 하고 있어 그의 관직을 짐작케 한다. 눈, 코, 입과 수염은 가는 붓으로 섬세하게 표현하였다. 옷은 굵은 붓으로 윤곽선과 몇 개의 주름만 나타내었고, 구름무늬는 먹의 농담을 조절해 가며 표현하였다. 바닥은 붉은색으로 화려하게 표현하였는데, 모직임을 나타내기 위해 가는 붓으로 작은 흰점들을 찍어 두었다.
시호족자는 선생이 돌아가신 후 인조 13년(1635)에 왕이 ‘문희공’이란 시호를 내린 것으로, 비단천에 증시문희공(贈諡文僖公)이라는 글귀가 가로로 쓰여있다. 교지는 2점으로, 선생의 시호를 내리는 내용을 담은 시호교지와 중국 명나라의 윤씨와 허씨부인에 관한 내용을 적은 교지가 있다. 두 부인에 관한 내용의 교지는 선생이 공신으로 책봉되던 당시에 하사받은 것으로 보인다. 영정함과 교지함은 두 함 모두 배나무에 삼베를 입힌 후 두껍게 옻칠을 한 것으로, 고사리 모양의 경첩과 국화무늬로 장식하고 있어 17세기 초 목공예 연구에 소중한 자료가 되고있다.

## 같이 보기
- 이호민 선생 묘 및 신도비 - 양평군 향토유적 제6호

## 참고 자료
- 이호민 영정 외 일괄 유물 - 국가유산청 국가유산포털